# Konstancja (Ozorków)
Konstancja – część miasta Ozorkowa w województwie łódzkim, w powiecie zgierskim, do końca 1947 samodzielna wieś. Leży nad Bzurą na południu miasta, w okolicy ulicy Wodnej.

## Historia
Dawniej samodzielna wieś. Od 1867 w gminie Strzeblew w powiecie łęczyckim, w 1868 przemianowanej na Piaskowice. Pod koniec XIX wieku Konstancja liczyła 286 mieszkańców. W okresie międzywojennym należała do w woj. łódzkim. W 1921 roku liczba mieszkańców wynosiła 266. 1 września 1933 utworzono gromadę Konstancja w granicach gminy Piaskowice, składającą się ze wsi Konstancja, kolonii Adamówka i osady Skrzypiówka. Podczas II wojny światowej włączona do III Rzeszy.
Po wojnie Konstancja powróciła do powiatu łęczyckiego w woj. łódzkim jako jedna z gromad gminy Piaskowice. 
1 stycznia 1948 Konstancję włączono do Ozorkowa.